# Saison 5 de Smallville
Chronologie
Saison 4 Saison 6
Cet article présente les épisodes de la cinquième saison de la série télévisée Smallville.

## Distribution
- Tom Welling (VF : Tony Marot) : Clark Kent
- Kristin Kreuk (VF : Laura Blanc) : Lana Lang (20 épisodes)
- Michael Rosenbaum (VF : Damien Ferrette) : Lex Luthor
- Erica Durance (VF : Véronique Desmadryl) : Loïs Lane (13 épisodes)
- Allison Mack (VF : Edwige Lemoine) : Chloe Sullivan
- John Glover (VF : Pierre Dourlens) : Lionel Luthor (15 épisodes)
- Annette O'Toole (VF : Brigitte Virtudes) : Martha Kent (19 épisodes)
- John Schneider (VF : Patrick Béthune) : Jonathan Kent (12 épisodes)

## Acteurs récurrents
- James Marsters (VF : Serge Faliu) : Milton Fine / Brainiac (8 épisodes)
- Terence Stamp (VF : Michel Ruhl) : Voix de Jor-El (5 épisodes)
- Camille Mitchell (en) (VF : Jocelyne Darche) : Nancy Adams (3 épisodes)
- Alan Ritchson (VF : Aurélien Wiik) : Arthur Curry / Aquaman (1 épisode)
- Lee Thompson Young (VF : Alexis Tomassian) : Victor Stone / Cyborg (1 épisode)
- Jill Teed (VF : Josiane Pinson) : Capitaine Maggie Sawyer (1 épisode)

## Résumé de la saison
Après avoir rassemblé les pierres de la connaissance et ainsi établi sa Forteresse de la Solitude, Clark commence son apprentissage avec son père biologique Jor-El, mais refuse de continuer pour empêcher Smallville et ceux qui lui sont chers de périr à la suite de l'arrivée de la seconde pluie de météorite. Clark est privé de ses aptitudes kryptoniennes qu'il récupère quelque temps après car il est mourant à la suite de la balle qu'il a prise. Tout au long de la saison, Clark commence à s'éloigner de Lex, et de Lana avec qui il était en couple au début de la saison, surtout après le décès de son père Jonathan Kent, concourant alors pour le poste de sénateur du Kansas. Clark rencontre deux nouveaux héros de l'univers DC, Arthur Curry – aka Aquaman – et Victor Stone – aka Cyborg. La pluie de météorites a amené sur Terre, en plus des deux Kryptoniens en début de saison, l'intelligence artificielle Brainiac, créée sur Krypton et qui se fait passer pour Milton Fine, le professeur d'histoire de Clark. Son but : préparer l'arrivée du Général Zod.

## Épisodes

### Épisode 1:Simple mortel
- États-Unis : 29 septembre 2005 sur The WB
- Canada : 1er octobre 2005 sur A-Channel[1] / Space
- France : 15 avril 2006 sur M6
- Québec : 5 février 2007 sur VRAK.TV

- Terence Stamp (Jor-El)
- Leonard Roberts (VF : Bertrand Liebert) (Nam-ek)
- James Marsters (Milton Fine/Brainiac)
- Alana De La Garza (Aethyr)

### Épisode 2:Haute Trahison
- États-Unis : 6 octobre 2005
- France : 15 avril 2006 sur M6
- Québec : 12 février 2007 sur VRAK.TV

- Camille Mitchell (Shérif Nancy Adams)
- Kenneth Allen Johnson (VF : Damien Boisseau) (Tommy Lee)

### Épisode 3:Sacrifice
- États-Unis : 13 octobre 2005
- France : 22 avril 2006 sur M6
- Québec : 19 février 2007 sur VRAK.TV

Camille Mitchell (Shérif Nancy Adams)

### Épisode 4:Aquaman
- États-Unis : 20 octobre 2005
- France : 22 avril 2006 sur M6
- Québec : 26 février 2007 sur VRAK.TV

- Alan Ritchson (Arthur Curry/Aquaman)
- James Marsters (Pr Milton Fine/Brainiac)

- On remarque également qu'Aquaman propose à la fin de l'épisode à Clark de former une "association de maîtres nageurs" au vu de ses capacités terrestres et de l'équipe complémentaire qu'ils forment; il s'agit là d'une nouvelle référence à la future Ligue des Justiciers.
- Clark ressent de la jalousie lorsque Arthur drague Lois, on peut en déduire qu'il commence à éprouver des sentiments pour elle de manière inconsciente.
- Jonathan, Martha et Lionel n'apparaissent pas dans cet épisode.

### Épisode 5:Le Bal des vampires
- États-Unis : 27 octobre 2005
- France : 29 avril 2006 sur M6
- Québec : 5 mars 2007 sur VRAK.TV

Carrie Fisher (VF : Évelyn Séléna)(Pauline Kahn)
- Le nom de Buffy Sanders est une référence à l'héroïne de la série Buffy contre les vampires, Buffy Summers.
- Loïs, Lionel, Jonathan et Martha n'apparaissent pas dans cet épisode.
- Le Projet 1138 développé par LuthorCorp pourrait être une référence au premier film du réalisateur George Lucas, créateur de la saga Star Wars où joue Carrie Fisher, présente dans cet épisode.

### Épisode 6:Un vieil ami
- États-Unis : 3 novembre 2005
- France : 29 avril 2006 sur M6
- Québec : 12 mars 2007 sur VRAK.TV

Tom Wopat (VF : Emmanuel Jacomy) (Sénateur Jack Jennings)
- Dans cet épisode, la rencontre des deux vieux amis Jonathan Kent (John Schneider) et Jack Jennings (Tom Wopat) est un clin d'œil à la série Shérif, fais-moi peur où les deux acteurs tenaient le rôle des cousins Duke, respectivement Bo et Luke. De plus, le modèle de voiture que Jack Jennings utilise est une Dodge Charger, le même que la célèbre General Lee dans Shérif. Une autre référence est d'ailleurs placée au moment où Jack rentre dans la voiture par la fenêtre, prétextant qu'il n'a jamais pu ouvrir les portes, les personnages de Shérif font de même.
- Emmanuel Jacomy doublait déjà Tom Wopat dans la série Shérif, fais-moi peur, est également la voix de Jor-El (interprété par Russell Crowe) dans le film Man of Steel mais aussi celle de Superman depuis Superman, l'Ange de Metropolis ainsi que toutes ses apparitions animées ou jeux vidéo sauf Justice League Unlimited, La légende des Super Héros, Mortal Kombat VS DC Universe et Injustice, les Dieux sont parmi nous.
- Lana, Lionel et Martha n'apparaissent pas dans cet épisode.
- Sur les faux-papiers, Lois apparaît comme Neill Margot. Noel Neill et Margot Kidder sont deux femmes qui ont joué le rôle de Lois Lane dans d'autres adaptations.

### Épisode 7:À cran
- États-Unis : 10 novembre 2005
- France : 6 mai 2006 sur M6
- Québec : 19 mars 2007 sur VRAK.TV

- États-Unis : 5,51 millions de téléspectateurs
- France : 3,5 millions de téléspectateurs (16,4 % de pda*)[2]

### Épisode 8:Pris au piège
- États-Unis : 17 novembre 2005
- France : 6 mai 2006 sur M6
- Québec : 26 mars 2007 sur VRAK.TV

- États-Unis : 5,97 millions de téléspectateurs
- France : 3,3 millions de téléspectateurs (16,3 % de pda*)[2]

### Épisode 9:L'Esprit de Noël
- États-Unis : 8 décembre 2005
- France : 13 mai 2006 sur M6
- Québec : 2 avril 2007 sur VRAK.TV

- États-Unis : 5,37 millions de téléspectateurs
- France : 2,9 millions de téléspectateurs (13,4 % de pda*)[3]

- Alisen Down (VF : Veronique Augereau) (Lilian Luthor)

### Épisode 10:Fanatique
- États-Unis : 12 janvier 2006
- France : 13 mai 2006 sur M6
- Québec : 9 avril 2007 sur VRAK.TV

- États-Unis : 5,45 millions de téléspectateurs
- France : 3,2 millions de téléspectateurs (15,1 % de pda*)[3]

### Épisode 11:Engrenage
- États-Unis : 19 janvier 2006
- France : 20 mai 2006 sur M6
- Québec : 16 avril 2007 sur VRAK.TV

- États-Unis : 4,9 millions de téléspectateurs
- France : 3,1 millions de téléspectateurs (15,1 % de pda*)[4]

Deux policiers, dont l'un des deux est témoin de la venue des Kryptoniens dans la deuxième pluie de météorites, prennent Lex et Lana en otage et menacent de les tuer si Lex ne révèle pas où il a caché le vaisseau spatial. Il prend une balle destinée à Lana, et craignant qu'il ne saigne à mort, elle lui demande de dire aux agents l'emplacement du vaisseau. Clark découvre que Lana a fait des recherches sur le vaisseau avec Lex et craint qu'elle ne soit proche de la découverte de son secret.
- Lionel n'apparaît pas dans cet épisode.
- Le shérif Nancy Adams, interprétée par Camille Mitchell apparut à partir de la saison 2, fait ici sa dernière apparition dans la série, abattue par l'un des policiers.

### Épisode 12:Pour le meilleur et pour le pire
- États-Unis : 26 janvier 2006
- France : 20 mai 2006 sur M6
- Québec : 23 avril 2007 sur VRAK.TV

- États-Unis : 6,28 millions de téléspectateurs
- France : 3,1 millions de téléspectateurs (15,2 % de pda*)[4]

Clark s'est enfin décidé à révéler son secret à Lana. Il l'emmène voir la Forteresse et la demande en mariage; elle accepte. Le père de Clark est ensuite élu sénateur du Kansas au détriment de Lex. Lana se fâche avec Lex, après que ce dernier a tenté de l'obliger à lui révéler le secret de Clark et prend la route quand un bus percute sa voiture et la tue sur le coup. Clark s'en veut de ne pas avoir pu la sauver et décide de retourner à la Forteresse parler à Jor-El, pour lui demander s'il y a quelque chose à faire pour faire revenir Lana. Il lui répond que s'il revient en arrière, il en subira les conséquences.
- Il s'agit du 100e épisode de la série.
- Cet épisode est celui où John Schneider fait sa dernière apparition en tant que personnage régulier ; il ne réapparaîtra en tant que guest que à certaines occasions.
- Le moment où Chloé demande à Clark s'il a fait tourner la terre à l'envers est une référence au film Superman, dans lequel celui-ci remonte le temps en faisant tourner la terre dans le sens inverse. De plus, elle l'appelle "McFly" quelques minutes plus tard lorsqu'il lui prouve qu'il a réellement remonté le temps, en référence au personnage principal du film Retour vers le futur.

### Épisode 13:L'Ange de la vengeance
- États-Unis : 2 février 2006
- France : 3 juin 2006 sur M6
- Québec : 24 avril 2007 sur VRAK.TV

Denise Quiñones (Andrea)
- Loïs n'apparaît pas dans cet épisode.
- En VF, lorsqu'elle écrit un article à propos d'Andrea et qu'elle lui cherche un nom, Chloé se propose de l'appeler Supergirl.
- Quand Andrea a enlevé son costume et rejoint Clark et Chloé au Daily Planet, celui-ci lui fait une réflexion : "Tu te changes toujours dans les cabines téléphoniques ?" C'est une habitude que prendra Clark quand il se changera en Superman.
- Un peu plus tard, quand Clark et Chloé sont de nouveau au Daily Planet, celle-ci lui demande s'il serait capable de faire comme Andrea, "être un journaliste anonyme le jour et combattre le crime la nuit", ce qui est un peu ce que fait Batman qui ne sort que la nuit.
- Dans les comics Andrea Rojas est Acrata une super héroïne avec un symbole maya sur son costume. Mais dans ce cas là le personnage a été adapté et n'a pas les mêmes aptitudes ni la même histoire que Acrata.

### Épisode 14:Possédée
- États-Unis : 9 février 2006
- France : 3 juin 2006 sur M6
- Québec : 30 avril 2007 sur VRAK.TV

### Épisode 15:Le Cyborg
- États-Unis : 16 février 2006
- France : 17 juin 2006 sur M6
- Québec : 1er mai 2007 sur VRAK.TV

Lee Thompson Young (VF : Alexis Tomassian) (Victor Stone)
- Loïs n'apparaît pas dans cet épisode.
- Cyborg est un personnage de DC comics.
- A noter que Cyborg est doublé en français par Alexis Tomassian, le comédien qui doublait déjà Pete Ross dans les saisons précédentes.

### Épisode 16:Hypnose
- États-Unis : 30 mars 2006
- France : 17 juin 2006 sur M6
- Québec : 7 mai 2007 sur VRAK.TV

- James Marsters (Brainiac)
- Nichole Hiltz (Simone)

### Épisode 17:L'Au-delà
- États-Unis : 6 avril 2006
- France : 24 juin 2006 sur M6
- Québec : 8 mai 2007 sur VRAK.TV

Alisen Down (VF : Veronique Augereau) (Lilian Luthor)
- Loïs n'apparaît pas dans cet épisode.
- Cet épisode peut faire référence au film Flatliners, l'original pas le remake.

### Épisode 18:Sœur de cœur
- États-Unis : 13 avril 2006
- France : 24 juin 2006 sur M6
- Québec : 14 mai 2007 sur VRAK.TV

- Callum Keith Rennie (VF : Emmanuel Curtil) (Tyler McKnight)
- Emily Hirst (Maddie Von Horn)

- Lionel n'apparaît pas dans cet épisode.
- Lana et Lex s'embrassent pour la première fois, tous deux conscients.
- On apprend pour la première fois que les pouvoirs acquis dû à l'exposition de la kryptonite peuvent se transmettre génétiquement, Chloé qualifie Maddie de Krypto-monstre de "seconde génération".

### Épisode 19:Aucune pitié
- États-Unis : 20 avril 2006
- France : 1er juillet 2006 sur M6
- Québec : 15 mai 2007 sur VRAK.TV

Ian Tracey (VF : Emmanuel Karsen) (Lincoln Cole)
- Loïs n'apparaît pas dans cet épisode.
- Cet épisode peut faire référence au film Saw.

### Épisode 20:Invisible
- États-Unis : 27 avril 2006
- France : 1er juillet 2006 sur M6
- Québec : 21 mai 2007 sur VRAK.TV

Alex Scarlis (VF : Alexandre Gillet) (Graham Garrett)
À Metropolis, Clark sauve la vie d'un étranger nommé Graham, qui jure de lui rendre la pareille. Malheureusement, Graham se trouve être un tueur à gages avec la possibilité de devenir invisible, et il décide que tuer Lex serait le meilleur cadeau qu'il pourrait offrir à Clark. Pendant ce temps, Lana avoue à Clark que sa relation avec Lex devient de plus en plus sérieuse.

### Épisode 21:Oracle
- États-Unis : 4 mai 2006
- France : 8 juillet 2006 sur M6
- Québec : 22 mai 2007 sur VRAK.TV

### Épisode 22:L'hôte du diable
- États-Unis : 11 mai 2006
- France : 8 juillet 2006 sur M6
- Québec : 28 mai 2007 sur VRAK.TV